# Anolis haetianus
Anolis haetianus este o specie de șopârle din genul Anolis, familia Polychrotidae, descrisă de Garman 1887. A fost clasificată de IUCN ca specie în pericol. Conform Catalogue of Life specia Anolis haetianus nu are subspecii cunoscute.